# Nieczajewka (Dagestan)
Nieczajewka (ros. Нечаевка) – wieś w Rosji, w Dagestanie, w rejonie kiziliurtowskim. W 2010 liczyła 4779 mieszkańców, głównie Awarów.